# Kompenzace fluorescence
Kompenzace fluorescence je matematická korekce přesvitu emisního spektra fluoroforu do jiného kanálu   

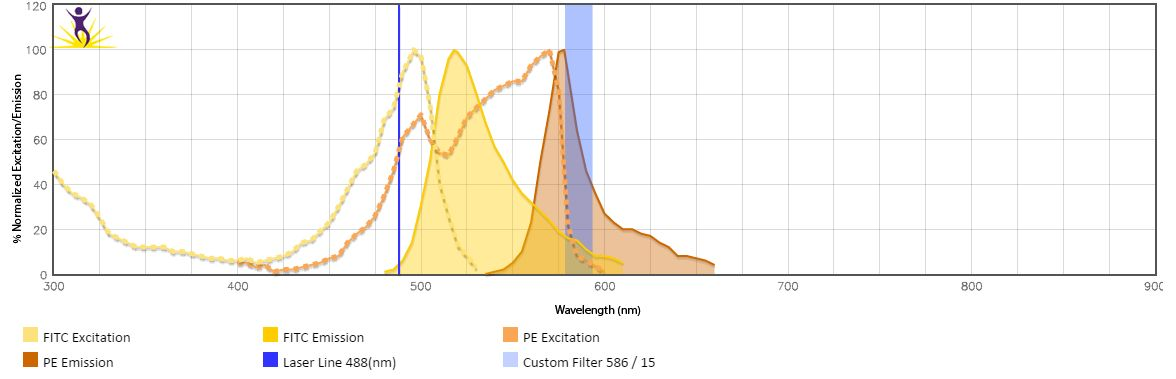

Světlo fluorochromu vyzářené po excitaci příslušným laserem prochází optickým filtrem na detektor. Pokud je více fluorochromů excitováno stejným laserem, dochází pak k přesvitu.
Poprvé kompenzaci dat z průtokového cytometru provedl v roce 1977 Michael Loken et al. na dvoubarevném experimentu, kdy byly myší splenocyty barveny fluoresceinem a rhodaminem.
Při vícebarevných experimentech, kdy se emisní spektra některých z fluorochromů překrývají a jsou tedy měřena více detektory,  je kompenzace nezbytná. Kompenzace se provádí pomocí analyzačních softwarů pro cytometrická data jako je FlowJo , FlowLogic, Kaluza a další.
Důležité jsou kompenzační kontroly – vzorky obarvené pouze jedním fluorochromem. Mohou jimi být buňky nebo se používají kompenzační kuličky. Dále jsou používány kontroly FMO (fluorescence minus one) které slouží ke správnému gatování populací. 